# Seagrove
Seagrove és una població dels Estats Units a l'estat de Carolina del Nord. Segons el cens del 2000 tenia 246 habitants.

## Demografia
Segons el cens del 2000, Seagrove tenia 246 habitants, 109 habitatges i 69 famílies. La densitat de població era de 130,1 habitants per km².
Dels 109 habitatges en un 23,9% hi vivien nens de menys de 18 anys, en un 49,5% hi vivien parelles casades, en un 9,2% dones solteres, i en un 35,8% no eren unitats familiars. En el 32,1% dels habitatges hi vivien persones soles el 12,8% de les quals corresponia a persones de 65 anys o més que vivien soles. El nombre mitjà de persones vivint en cada habitatge era de 2,26 i el nombre mitjà de persones que vivien en cada família era de 2,83.
Per edats la població es repartia de la següent manera: un 20,7% tenia menys de 18 anys, un 10,6% entre 18 i 24, un 25,6% entre 25 i 44, un 24% de 45 a 60 i un 19,1% 65 anys o més.
L'edat mediana era de 41 anys. Per cada 100 dones de 18 o més anys hi havia 87,5 homes.
La renda mediana per habitatge era de 31.250 $ i la renda mediana per família de 40.750 $. Els homes tenien una renda mediana de 25.625 $ mentre que les dones 19.327 $. La renda per capita de la població era de 15.824 $. Entorn del 9% de les famílies i el 9% de la població estaven per davall del llindar de pobresa.

## Poblacions més properes
El següent diagrama mostra les poblacions més properes.